# André Rosenthal
André Rosenthal (* 11. Oktober 1956 in Bad Saarow) ist ein deutscher Molekularbiologe und Genetiker, der als einer der renommiertesten Genomforscher Deutschlands gilt. Er wirkte von 1993 bis 2000 als Professor an der Friedrich-Schiller-Universität Jena sowie als Abteilungsleiter am Jenaer Institut für Molekulare Biotechnologie wesentlich am internationalen Humangenomprojekt mit und ist seit 1997 in leitenden Positionen in verschiedenen Biotechnologie-Unternehmen tätig.

## Leben
André Rosenthal wurde 1956 in Bad Saarow als Sohn von Hans-Alfred Rosenthal, Virologe an der Humboldt-Universität zu Berlin, und Sinaida Rosenthal, Biochemikerin am Zentralinstitut für Molekularbiologie in Berlin-Buch, geboren. Er studierte von 1976 bis 1981 Chemie an der Humboldt-Universität und promovierte 1983 mit einer Arbeit zur Synthese von DNA. Anschließend wirkte er von 1984 bis 1989 als wissenschaftlicher Mitarbeiter am Zentralinstitut für Molekularbiologie.
Im Jahr 1989 wechselte er an die University of Cambridge, an der er im Labor für Molekularbiologie unter der Leitung von Sydney Brenner tätig war. 1993 übernahm er die Leitung der Abteilung Molekulare Genomanalyse am außeruniversitären Institut für Molekulare Biotechnologie in Jena sowie eine Professur für Molekularbiologie an der dortigen Friedrich-Schiller-Universität. Der Anteil seiner Arbeitsgruppe an der Entschlüsselung der DNA-Sequenz des menschlichen Chromosoms 21 gilt als umfangreichster deutscher Beitrag sowie im internationalen Vergleich als neuntgrößter Beitrag zum Humangenomprojekt.
Ab 1997 war er darüber hinaus Geschäftsführer und wissenschaftlicher Leiter des Berliner Biotechnologie-Unternehmens MetaGen, einer Tochtergesellschaft der Schering AG, deren Ziel die Entwicklung von Medikamenten gegen Krebs war. Im Juni 2000 gab er seine akademischen Verpflichtungen in Jena auf und war in der Folgezeit ausschließlich für MetaGen tätig. Ende 2003 wurde das Unternehmen vom britischen Unternehmen Astex Technology übernommen, der Sitz in Berlin wurde aufgegeben. Seit 2004 ist er Geschäftsführer des Unternehmens Signature Diagnostics in Potsdam, deren Hauptgeschäftsfeld die Entwicklung von Gentests zur Früherkennung von Krebs ist.
Rosenthal ist seit 1998 gewähltes Mitglied der Leibniz-Sozietät der Wissenschaften zu Berlin.

## Werke (Auswahl)
- Einfluß von Genomprojekt und Pharmacogenetics auf die medizinische Entwicklung. Schattauer, Stuttgart und New York 2002 (als Herausgeber)
- The Human Genome: Biology and Medicine. Springer, Berlin, Heidelberg, New York 2002 (als Mitherausgeber)
- Die Entschlüsselung des Humangenoms: Ambivalente Auswirkungen auf Gesellschaft und Wissenschaft. Trafo-Verlag, Berlin 2007 (als Mitautor)